# Olympische Sommerspiele 2008/Teilnehmer (Tschad)
| Gelbes Symbol für Goldmedaillen mit stilisierten Olympischen Ringen | Graues Symbol für Silbermedaillen mit stilisierten Olympischen Ringen | Braundes Symbol für Bronzemedaillen mit stilisierten Olympischen Ringen |
| ------------------------------------------------------------------- | --------------------------------------------------------------------- | ----------------------------------------------------------------------- |
| —                                                                   | —                                                                     | —                                                                       |

Tschad war mit der Teilnahme an den Olympischen Sommerspielen 2008 in Peking insgesamt zum 10. Mal bei Olympischen Spielen vertreten. Die erste Teilnahme war 1964.

## Leichtathletik
| Disziplin        | Männer         | Frauen                       |
| ---------------- | -------------- | ---------------------------- |
| 100 Meter Sprint | Moumi Sebergue | Hinikissia Albertine Ndikert |